# Mosquée Dhiya-Ud-Din
La mosquée Dhiya-Ud-Din est l'une des mosquées de l'agglomération de Battambang, elle se trouve dans le village de Damspey, sur la commune de Slaket, au nord de la ville.

## Voir aussi

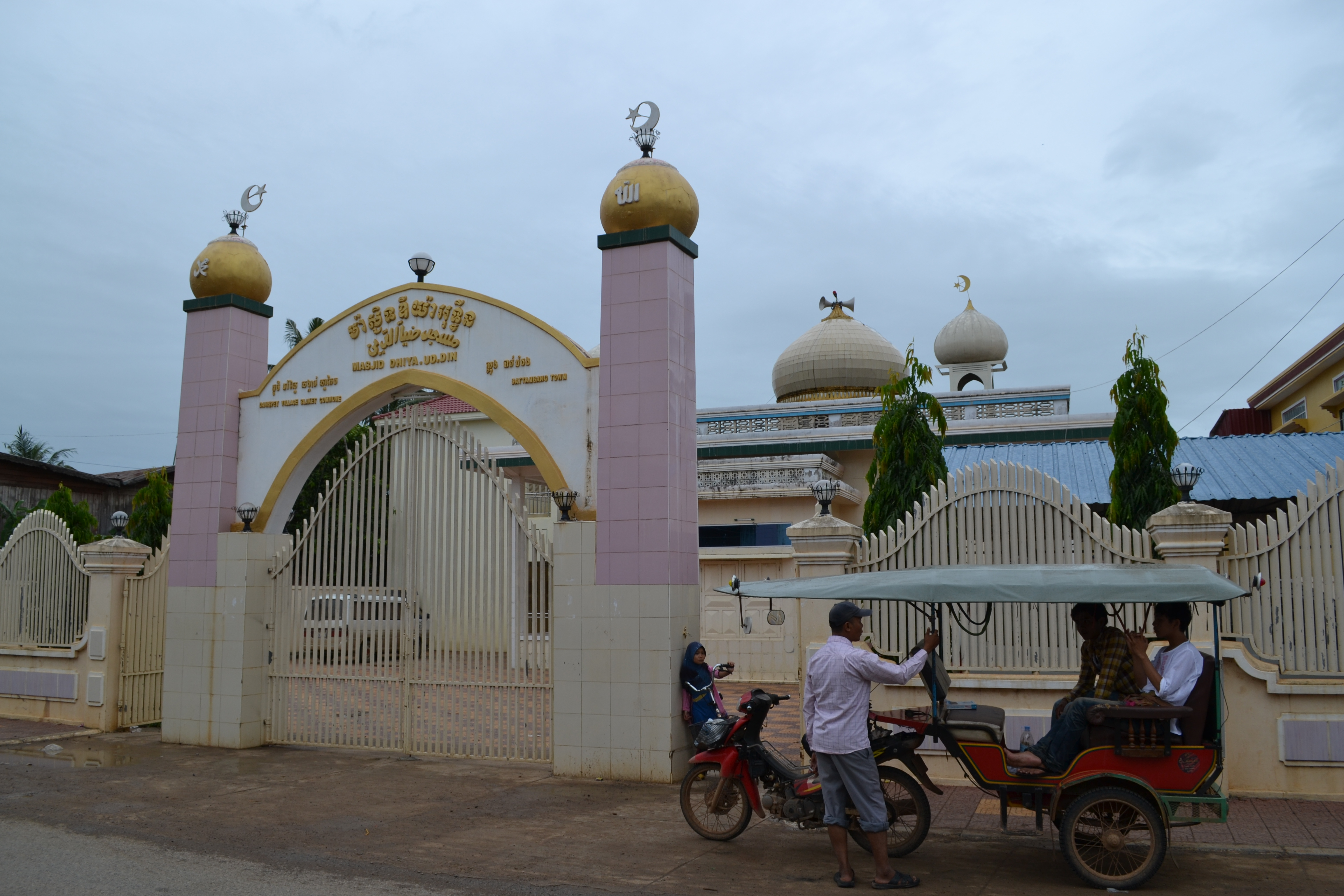
L'entrée de la mosquée